# 蔡伯貫
蔡 伯貫（さい はくかん）は、明代中期に四川省で発生した民衆反乱の指導者。重慶府大足県の出身。元は白蓮教徒であり山西学芸に学んだ。
1565年（嘉靖44年）末に挙兵、国号を大唐とし、年号を大宝と定めた。約1カ月の間に大足・合川・銅梁・璧山・栄昌・安居・定遠を占拠させたが、翌年初に明が派遣した巡撫劉自強により鎮圧され、蔡伯貫は捕えられて処刑された。